# Korthoornpadhagedis
De korthoornpadhagedis (Phrynosoma douglasii) is een hagedis uit de familie Phrynosomatidae.

## Naam en indeling
De wetenschappelijke naam van de soort werd voor het eerst voorgesteld door Thomas Bell in 1828. Oorspronkelijk werd de wetenschappelijke naam Agama Douglassii (sic) gebruikt. De soortaanduiding werd lange tijd als douglassii gespeld, met een dubbele 's'. De soort is vernoemd naar David Douglas (1799-1834) en tegenwoordig wordt de soortaanduiding correct gespeld als douglasii.

## Uiterlijke kenmerken
Net als andere padhagedissen uit het geslacht Phrynosoma heeft ook de korthoornpadhagedis een afgeplat, breed lichaam en een zeer korte, stompe en brede snuit, waardoor het dier op een pad lijkt. De staart en ledematen zijn relatief kort. De hagedis heeft een totale lengte van zes tot zestien centimeter, met een gemiddelde van ongeveer zeven tot acht centimeter. De mannetjes zijn veel kleiner dan de vrouwtjes. Het gewicht is gemiddeld ongeveer 20 gram voor vrouwtjes en 12 gram voor mannetjes. Het hele lichaam is bedekt met stekels, op de kop zijn twee kleine hoorns gelegen.

## Voortplanting
De meeste soorten padhagedissen zijn strikt eierleggend, maar de korthoornpadhagedis zet volledig ontwikkelde jongen af. Hierdoor hoeven de eieren niet door de zonnewarmte op te warmen in de bodem, wat waarschijnlijk de noordelijke verspreiding verklaart. Een vrouwtje kan tot 36 jongen produceren.

## Verspreiding en habitat

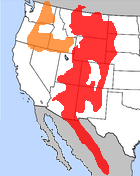
Verspreidingsgebied in oranje.

De soort komt voor in rotsachtige en zandige droge gebieden of open bossen in een groot deel van het westen van de Verenigde Staten, het zuiden van Canada en het noorden van Mexico.

## Beschermingsstatus
Door de internationale natuurbeschermingsorganisatie IUCN is de beschermingsstatus 'veilig' toegewezen (Least Concern of LC).